# إيريك آمبلر
إيريك كليفورد آمبلر (بالإنجليزية: Eric Ambler)‏ (28 حزيران (يونيو) 1909 – 22 تشرين أول (أكتوبر) 1998) مؤلف بريطاني مرموق، اختصّ بروايات الرعب والتشويق، وتحديداً روايات التجسس، قدّم واقعية جديدة لهذا النوع الفني. كما عمل ككاتب سيناريو واستخدم اسم مستعار إليوت ريد لكتبه التي ألّفها بالتشارك مع تشارلز رودّا.

## عمله ككاتب
اشتهر آمبلر بفضل رواية قناع ديمتريوس والتي نشرها عام 1929، نشرت في الولايات المتحدة بعنوان «كفن ديمتريوس»، وقد حوّلت إلى فيلم سينمائي عام 1944، و «ضوء النهار» (1962) التي حولت لفيلم توبكابي (1964).
ومن الأفلام الكلاسيكية التي قامت على مؤلفاته «رحلة إلى الخوف» (1943) و«رجل أكتوبر» و«ليلة للذكرى» (1958) وغيرها العديد من المؤلفات ما بين روايات ونصوص سينمائية ومؤلفات مشتركة.

## أعماله

### نصوص سينمائية
- الطريق إلى الأمام (1944)
- رجل أكتوبر (1947)
- الأصدقاء العاطفيون (1949)
- خطر للغاية (1950)
- الأصفر الغائم (1951)
- صندوق السحر (1951)

وغيرها

### روايات
- حدود الظلام (1936)
- خطر مألوف (1937)
- نقش على ضريح جاسوس (1938) (حوّل إلى فيلم عام 1944)
- [[سبب يدعو للقلق (1938)
- قناع ديميتريوس (1939)
- رحلة إلى الخوف (1940)

وغيرها

### قصص قصيرة
- القدرة على القتل، وقصص أخرى (1963).
- القبض على جاسوس (1964). مجموعة قصص.
- هنا يكمن - سيرة ذاتية (1985). جائزة إدغار لأفضل عمل سيرة ذاتية، 1987.
- في انتظار الأوامر (1991). يحتوي على ثماني قصص، كتبت غالباً في عامي 1939-1940 حين كان آمبلر ينتظر الاستدعاء للخدمة العسكرية

وغيرها

## Literature
- Ronald J. Ambrosetti: Eric Ambler. New York: Twayne Publ. u.a. 1994. (= Twayne's English authors series; 507) ISBN 0-8057-8369-5.
- Peter Lewis: Eric Ambler. New York: Continuum 1990. ISBN 0-8264-0444-8
- Robert Lance Snyder, "Eric Ambler's Revisionist Thrillers: Epitaph for a Spy, A Coffin for Dimitrios, and The Intercom Conspiracy." Papers on Language & Literature 45 (Summer 2009): 227-60.
- Robert Lance Snyder, "'The Jungles of International Bureaucracy': Criminality and Detection in Eric Ambler's The Siege of the Villa Lipp." Connotations: A Journal for Critical Debate 20.2-3 (2010/2011): 272-88.
- Robert Lance Snyder, The Art of Indirection in British Espionage Fiction: A Critical Study of Six Novelists. Jefferson, NC: McFarland, 2011. (ردمك 978-0-7864-6379-4).
- Robert Lance Snyder, "Ethnography, Doubling, and Equivocal Narration in Eric Ambler's The Levanter," The CEA Critic 77.1 (March 2015): 58-70.
- (بالألمانية)

```
Eric Ambler
, edited by the Filmkritiker-Kooperative. München: Verlag Filmkritik 1982. (= Filmkritik; Jg. 26, 1982, H. 12 = Gesamtfolge; 312).
```

- (بالألمانية)

```
Gerd Haffmans (ed.): 
Über Eric Ambler. Zeugnisse von Alfred Hitchcock bis Helmut Heissenbüttel
. Zürich: Diogenes 1989. (= Diogenes-TB; 20607) 
ISBN 3-257-20607-0
.
```

- (بالألمانية)

```
Stefan Howald: 
Eric Ambler. Eine Biographie
. Zürich: Diogenes 2002. 
ISBN 3-257-06325-3
```

## وصلات خارجية
- إيريك آمبلر على موقع IMDb (الإنجليزية)
- إيريك آمبلر على موقع الموسوعة البريطانية (الإنجليزية)
- إيريك آمبلر على موقع مونزينجر (الألمانية)
- إيريك آمبلر على موقع ألو سيني (الفرنسية)
- إيريك آمبلر على موقع أول موفي (الإنجليزية)
- إيريك آمبلر على موقع قاعدة بيانات الأفلام السويدية (السويدية)
- إيريك آمبلر على موقع إن إن دي بي (الإنجليزية)
- إيريك آمبلر على موقع قاعدة بيانات الفيلم (الإنجليزية)
- إيريك آمبلر على موقع كينوبويسك (الروسية)
- "Come Out of the Darkness Into the Light of Day," a complete overview by Ethan Iverson